# فرانسيسكو سا
فرانسيسكو سا (بالإسبانية: Francisco Sá)‏ مواليد 25 أكتوبر 1945 في الأرجنتين، هو لاعب كرة قدم أرجنتيني سابق كان يلعب كمدافع. سبق له أن لعب في كأس العالم لكرة القدم مع منتخب بلاده.

## المسيرة الاحترافية

### أندية لعب لها
- ريفر بليت
- إنديبندينتي
- بوكا جونيورز
- خميناسيا خوخوي

## روابط خارجية
- فرانسيسكو سا على موقع الاتحاد الدولي (مؤرشف)  (الإنجليزية)
- فرانسيسكو سا على موقع الاتحاد الأوربي (الإنجليزية)
- فرانسيسكو سا على موقع قاعدة بيانات كرة القدم.إي يو (الإنجليزية)
- فرانسيسكو سا على موقع ناشيونال فوتبول تيمز (الإنجليزية)